# Килараб
Килараб — персонаж греческой мифологии из аргосского цикла, царь Аргоса из династии Анаксагоридов.

## В мифологии
Килараб был сыном Сфенела и праправнуком Анаксагора. Соответственно он принадлежал к Анаксагоридам — одной из трёх царских династий, совместно правивших Аргосом. Его братом был Комет. Соправитель Килараба из династии Биантидов Кианипп умер бездетным, а соправитель из династии Меламподов Амфилох после Троянской войны переселился в Акарнанию, так что Килараб остался единственным царём Аргоса. Однако и он умер, не оставив наследников, так что власть над городом перешла к Пелопиду Оресту.
В историческую эпоху в Аргосе показывали путникам гробницу Килараба. Имя этого легендарного царя носил городской гимнасий.